# Minuskuł 14
Minuskuł 14 (według numeracji Gregory-Aland), ε 1021 (von Soden) – rękopis Nowego Testamentu z tekstem czterech Ewangelii, pisany minuskułą na pergaminie w języku greckim z X wieku. Rękopis należał niegdyś do kardynała Mazarina, obecnie przechowywany jest w Paryżu.

## Opis rękopisu
Kodeks zawiera tekst czterech Ewangelii, na 392 pergaminowych kartach (17,6 cm na 19,2 cm). Niektóre partie rękopisu zostały utracone (Mateusz 1,1-9; 3,16-4,9). Karty rękopisu zostały ułożone w octavo; niektóre karty przeniesione zostały do niewłaściwych miejsc. Tekst Mateusza 1,1-9; 3,16-4,9 został uzupełniony w XV wieku.
Tekst rękopisu pisany jest jedną kolumną na stronę, 17 linijek w kolumnie. Litery mają piękny, okrągły kształt; inicjały są zdobione złotem oraz innymi kolorami. Przydechy i akcenty stosowane są regularnie.
Tekst Ewangelii dzielony jest według κεφαλαια (rozdziałów) oraz według Sekcji Ammoniusza (w Marku 233), których numery umieszczono na marginesie. Sekcje Ammoniusza opatrzone zostały odniesieniami do Kanonów Euzebiusza. Tekst ewangelii zawiera τιτλοι (tytuły) rozdziałów. Ponadto przed każdą z Ewangelii umieszczone zostały listy κεφαλαια (spis treści).
Tekst Pericope adulterae (Jan 7,53-8,11) oznakowany został przy pomocy obelisku jako wątpliwy.

## Tekst
Grecki tekst Ewangelii reprezentuje bizantyńską tradycję tekstualną. Aland zaklasyfikował go do kategorii V. Według Claremont Profile Method, tj. metody wielokrotnych wariantów, reprezentuje standardowy tekst bizantyjski. Metodą tą przebadano jednak tylko dwa rozdziały Ewangelii Łukasza (1; 20).

## Historia
Według kolofonu rękopis sporządzony został w roku 964 i do czasu odkrycia Ewangelii Uspienskiego był najstarszym znanym datowanym rękopisem. Rękopis należał niegdyś do kardynała Mazarina (wraz z 305, 311, 313, oraz 324). Wykorzystał go Ludolph Küster w poszerzonej re-edycji Nowego Testamentu Milla (jako Paris 7). Rękopis badał paleograf Bernard de Montfaucon, który sporządził pierwszy jego opis oraz facsimile. Na listę rękopisów Nowego Testamentu wciągnął go Wettstein.
Rękopis badał Scholz oraz Dean Burgon. Scholz skolacjonował tekst Mateusza 7-21; Marka 1-6; Łukasza 3-4; 9; 11; Jana 3-9.
Obecnie przechowywany jest we Francuskiej Bibliotece Narodowej (Gr. 70), w Paryżu.
Nie jest cytowany w krytycznych wydaniach greckiego Novum Testamentum Nestle–Alanda (NA26, NA27).